# Igor Szestiorkin
Igor Olegowicz Szestiorkin, ros. Игорь Олегович Шестёркин (ur. 30 grudnia 1995 w Moskwie) – rosyjski hokeista, reprezentant Rosji, olimpijczyk.

## Kariera
- MHK Spartak Moskwa (2012-2014)
- Spartak Moskwa (2013-2014)
- SKA Sankt Petersburg (2014-2019)
  -  SKA-1946 Sankt Petersburg (2014-2016)
  -  SKA-Karelia (2014-2015)
  -  SKA-Niewa (2015-2016)
- New York Rangers (2019-)
  -  Hartford Wolf Pack (2019-)

Wychowanek klubu Krylja Sowietow Moskwa. W KHL Junior Draft w 2012 został wybrany przez Spartak Moskwa (runda 2, numer 43). Został zawodnikiem tej drużyny, w którego barwach grał w sezonie KHL 2012/2013 oraz w zespole juniorskim w lidze MHL od 2012 do 2014. W drafcie NHL z 2014 został wybrany przez New York Rangers (runda 4, numer 118). Tuż po tym w czerwcu 2014 został zawodnikiem SKA Sankt Petersburg. W sezonach KHL 2014/2015 i 2015/2016 występował epizodycznie. W tym czasie grał głównie w zespole juniorskim SKA-1946 w lidze MHL oraz w zespole farmerskim, SKA-Karelia w lidze WHL. Przedłużył umowę ze SKA w kwietniu 2015 o dwa lata i we wrześniu 2016 o trzy lata. W sezonie KHL (2016/2017) trafił na stałe do składu SKA. W maju 2019 został zawodnikiem New York Rangers, związany kontraktem wstępującym na występy w NHL.
W barwach Rosji uczestniczył w turniejach mistrzostw świata juniorów do lat 18 w 2013, mistrzostw świata juniorów do lat 20 w 2015. W seniorskiej kadrze uczestniczył w turniejach mistrzostw świata 2016, 2017 (nie rozegrał meczu), 2018. W ramach ekipy olimpijskich sportowców z Rosji brał udział w turnieju zimowych igrzysk olimpijskich 2018.

## Sukcesy
Reprezentacyjne
- Złoty medal Junior Super Series: 2013
- Srebrny medal mistrzostw świata juniorów do lat 20: 2015
- Brązowy medal mistrzostw świata: 2016, 2017
- Złoty medal zimowych igrzysk olimpijskich: 2018

Klubowe
- Srebrny medal MHL: 2013 z MHK Spartak Moskwa, 2015 ze SKA-1946
- Złoty medal MHL /  Puchar Charłamowa: 2014 z MHK Spartak Moskwa
- Puchar Gagarina – mistrzostwo KHL: 2017 ze SKA
- Złoty medal mistrzostw Rosji: 2017 ze SKA
- Puchar Kontynentu: 2018 ze SKA
- Brązowy medal mistrzostw Rosji: 2018, 2019 ze SKA

Indywidualne
- Mistrzostwa świata do lat 18 w hokeju na lodzie mężczyzn 2013/Elita:
  - Trzecie miejsce w klasyfikacji skuteczności interwencji w turnieju: 93,66%[5]
  - Piąte miejsce w klasyfikacji skuteczności interwencji w turnieju: 2,26
  - Jeden z trzech najlepszych zawodników reprezentacji w turnieju[6]
- MHL (2013/2014):
  - Najlepszy bramkarz miesiąca – wrzesień 2013
  - Mecz Gwiazd MHL
  - Pierwsze miejsce w klasyfikacji skuteczności interwencji w sezonie zasadniczym: 94,7%[7]
  - Drugie miejsce w klasyfikacji skuteczności interwencji w sezonie zasadniczym: 1,42[8]
  - Trzecie miejsce w klasyfikacji skuteczności interwencji w fazie play-off: 93,7%[9]
  - Drugie miejsce w klasyfikacji skuteczności interwencji w fazie play-off: 1,75[10]
- Mistrzostwa Świata Juniorów w Hokeju na Lodzie 2015/Elita:
  - Drugie miejsce w klasyfikacji skuteczności interwencji w turnieju: 93,80%[11]
  - Trzecie miejsce w klasyfikacji skuteczności interwencji w turnieju: 1,98
  - Jeden z trzech najlepszych zawodników reprezentacji w turnieju[12]
- Wysszaja Chokkiejnaja Liga (2015/2016):
  - Najlepszy bramkarz tygodnia – 20 września 2015
  - Najlepszy bramkarz miesiąca – wrzesień 2015
  - Pierwsze miejsce w klasyfikacji skuteczności interwencji w sezonie zasadniczym: 95,4%[13]
  - Drugie miejsce w klasyfikacji liczby meczów bez straty gola w sezonie zasadniczym: 1,19[14]
- KHL (2015/2016):
  - Najlepszy bramkarz tygodnia – 6 grudnia 2015
- Wysszaja Chokkiejnaja Liga (2015/2016):
  - Pierwsze miejsce w klasyfikacji skuteczności interwencji w sezonie zasadniczym: 95,4%[15]
  - Pierwsze miejsce w klasyfikacji średniej goli straconych na mecz w sezonie zasadniczym: 1,19[16]
  - Czwarte miejsce w klasyfikacji meczów bez straty gola w sezonie zasadniczym: 6[17]
- KHL (2016/2017):
  - Najlepszy bramkarz tygodnia – 9 października 2016
  - Najlepszy bramkarz miesiąca – październik 2016[18]
  - Mecz Gwiazd KHL
  - Trzecie miejsce w klasyfikacji skuteczności interwencji w sezonie zasadniczym: 93,7%
  - Czwarte miejsce w klasyfikacji średniej goli straconych na mecz w sezonie zasadniczym: 1,64
  - Drugie miejsce w klasyfikacji meczów bez straty gola w sezonie zasadniczym: 8
  - Najlepszy bramkarz – finały konferencji[19]
  - Złoty Kask (przyznawany sześciu zawodnikom wybranym do składu gwiazd sezonu)[20][21]
- KHL (2017/2018):
  - Skład gwiazd miesiąca – wrzesień 2017[22]
  - Czwarte miejsce w klasyfikacji średniej goli straconych na mecz w sezonie zasadniczym: 1,70
  - Trzecie miejsce w klasyfikacji liczby meczów bez straty gola w sezonie zasadniczym: 7
- Mistrzostwa Świata w Hokeju na Lodzie 2018/Elita:
  - Trzecie miejsce w klasyfikacji skuteczności interwencji w turnieju: 94,19%[23].
  - Trzecie miejsce w klasyfikacji średniej straconych goli na mecz w turnieju: 1,46
  - Drugie miejsce w klasyfikacji meczów bez straty gola w turnieju: 2
- KHL (2018/2019):
  - Pierwsze miejsce w klasyfikacji skuteczności interwencji w sezonie zasadniczym: 95,3%
  - Pierwsze miejsce w klasyfikacji średniej goli straconych na mecz w sezonie zasadniczym: 1,11
  - Drugie miejsce w klasyfikacji meczów bez straty gola w sezonie zasadniczym: 10
- AHL (2019/2020): Mecz Gwiazd AHL

Wyróżnienie
- Zasłużony Mistrz Sportu Rosji w hokeju na lodzie (2018)[24]

Odznaczenie
- Order Przyjaźni (27 lutego 2018)[25]